# Chêne Jupiter (Fontainebleau)
Le chêne Jupiter, ou simplement le Jupiter, est un arbre remarquable situé dans la forêt de Fontainebleau, en France. Pluriséculaire, il était l'un des plus anciens du massif, mais meurt à la fin du XXe siècle.

## Situation et accès
L’arbre est situé près de la route de la Tillaie, à l'ouest de la forêt de Fontainebleau et du territoire communal de Fontainebleau. Plus largement, il se trouve dans le département de Seine-et-Marne, en région Île-de-France.

## Étymologie
L'arbre est nommé en référence au dieu romain Jupiter. Comme l'explique Jean Gadant, « les celtes et leurs druides nous ont légué la religion des arbres. L'arbre abritait les dieux, incarnait les plus nobles passions et les meilleures vertus. ». C'est le sylvain Claude-François Denecourt qui le baptise ainsi. Il se dénommait autrefois bouquet du Prince Impérial.

## Histoire
Ce chêne daterait, d'après les archives conservées par l'administration forestière, du milieu du XIIIe siècle et serait le plus ancien de la forêt,. Un élagage est effectué en 1991, puis en 1992, mais l'arbre accuse cependant « une dégénérescence accrue et accélérée étant donné l'âge du sujet, son état végétatif très déficient et l'action des multiples larves de xylophages qui le rongent depuis des décennies ». Il finit par mourir en 1993. Le 11 avril 1994, l'entreprise d'élagage confirme après prélèvement des extrémités de branche, l'absence de montée de sève. Devant certaines branches pourries et « afin d'assurer la sécurité du public », l'Office national des forêts prend alors la décision, la grue de l'entreprise encore en place, de couper les extrémités des branches, réduisant le chêne à son tronc,. La mort de ce symbole provoque émotions et polémiques, relayées par la presse régionale et nationale,,,. Il y a d'ailleurs, par la suite, comme un refus de la mort traduit par la présence entretenue sur les cartes, un phénomène que l'on peut aussi observer à Kampinos (Pologne) à travers le cas du « pin des insurgés » déraciné depuis une tempête de 1984. Il verse à présent dans le registre des antémotifs, une terminologie introduite dans les années 2000 à travers l'exploration paysagère en Seine-et-Marne.

## Structure
Le chêne fait 35 mètres de hauteur totale donc 25 mètres de tronc. Sa circonférence est de 6,7 mètres (7 mètres à 1 mètre du sol). Encore debout, il est entouré d'une clôture de sécurité pour les promeneurs.

## Statut patrimonial
Le chêne est « arbre remarquable » d'intérêt international dans la classification de l'Office national des forêts.

## Représentations culturelles
- 1896 : Le Sol sacré par Lucien Paté[3] :

« Dans ses fils les plus beaux, en vain vent fois meurt-elle ;

Auprès du Pharamond, qui tombera demain,

En vain le Jupiter git au bord du chemin.

En vain, ô fiers géants, le Temps vous démantèle !

Moi, j'ai vu se pencher, avec un geste humain

Sur le vieil arbre mort la Forêt immortelle. »

### Publications générales
- [Arnould et Cieslak 2004] Paul Arnould et Caroline Cieslak, « Mise en scène d'objets de nature à Paris et Varsovie : les arbres remarquables de deux forêts périurbaines », Natures, sciences, sociétés, vol. 12, no 2,‎ avril 2004, p. 157–171 (ISSN 1240-1307 et 1765-2979, DOI 10.1051/nss:2004021, lire en ligne , consulté le 9 mars 2024)
- [Loiseau 1970] Jean Loiseau, Le Massif de Fontainebleau, Melun, Moret, Nemours, Malesherbes, Château-Landon, Montereau, Vigot Frères, 1970, 503 p. (lire en ligne )

### Publications spécialisées
- [AAFF 1998] Association des amis de la forêt de Fontainebleau (préf. Jacques Larché), Arbres remarquables du massif forestier de Fontainebleau, Paris, Libris, 1998, 134 p., « Forêt domaniale de Fontainebleau », p. 23.
- [Herbet 1903] Félix Herbet, Dictionnaire historique et artistique de la forêt de Fontainebleau : Routes, carrefours, cantons, gardes, monuments, croix, fontaines, puits, mares, environs, moulins, etc., Fontainebleau, Bourges, 1903, 522 p. (lire en ligne).
- [Laverne et Leroy 1994] Laverne et Pierre Leroy, « La “saga” du chêne Jupiter », La Voix de la forêt, Fontainebleau, Association des amis de la forêt de Fontainebleau,‎ 1994, p. 26-27 (lire en ligne )